# Giovanni Vaccari
Giovanni Vaccari (Pavia, 17 maggio 1911 – Salice Terme, 26 novembre 2003) è stato un politico e insegnante italiano.

## Biografia
Figlio dello storico Pietro Vaccari, si laureò in filosofia e svolse la professione di insegnante.  Antififascista, militò clandestinamente in "Giustizia e Libertà", poi nel "Partito d'Azione". Dopo l'armistizio dell'8 settembre 1943 si arruolò e combatté nell'Esercito di Liberazione. Nel dopoguerra, dopo lo scioglimento del partito d'Azione aderì al Partito Socialdemocratico e successivamente al Partito Socialista. In seguito fu preside nei maggiori istituti scolastici superiori della città di Pavia.
A lungo consigliere comunale, fu sindaco di Pavia dal 1965 al 1970 e assessore all'istruzione nella giunta del sindaco Elio Veltri.

## Opere
- Goti e Romani..., (1938?)
- Saggi: Coscienza sociale, mito rivoluzionario e protosocialismo nella Francia del 1848, Verona, Tipografia Commerciale, 1958;
- Due millenni di storia pavese: dispensa del corso coordinato dal prof. Giovani Vaccari
- Filosofia dell'immaginario ed esistenzialismo, Pavia, Busca, 1952;
- Responsabilità e concezione storica
- Fare longobarde nella topografia italiana, Pavia, Regia Università di Pavia, 1937;
- Le avventure di Enea, Firenze, Marzocco, diverse edizioni dal 1956.
- La torre civica: testimone perduto: il duomo: una realtà da scoprire, Pavia, Camera di Commercio, anni '90.